# Stuart Evans
Pour les articles homonymes, voir Evans.
Pas d'image ? Cliquez ici

a Compétitions nationales et continentales officielles uniquement.

b Matchs officiels uniquement.
Dernière mise à jour le 18 décembre 2024.
Stuart Evans, né le 14 juin 1963 à Neath (pays de Galles), est un joueur international gallois de rugby à XV et un joueur de rugby à XIII. Il évolue aux postes de pilier droit à XV et de pilier à XIII.
Après deux premières expériences en rugby à XV au Swansea RFC puis au Neath RFC, il change de code et passe au XIII, où il joue pour St Helens RLFC, avant de revenir à XV avec le FC Grenoble et Swansea RFC.

## Biographie
Stuart Evans joue pour l'équipe de Swansea RFC de 1982 à 1986 et connaît ses premières sélections en équipe du pays de Galles en 1985,.
Il rejoint ensuite le Neath RFC pour une saison. Il est sélectionné avec les Barbarians en octobre 1986. Il remporte le Championnat du pays de Galles en 1987, avant d'être demi-finaliste de la Coupe du monde 1987.
Stuart Evans est ensuite recruté par le club treiziste de St Helens RLFC pour lequel il joue de 1987 à 1991. Il remporte notamment le Regal Trophy en 1988.
Il passe ensuite plusieurs années à tenter de revenir au rugby à XV. En 1992, il signe au FC Grenoble,,, Jacques Fouroux le recrute pour son pack de Mammouths, mais il est finalement suspendu par la Fédération galloise, en effet les instances dirigeantes de l'époque interdissent à vie toute personne ayant joué dans une ligue professionnelle treiziste de revenir au rugby à XV. Stuart Evans tente alors de faire annuler l'interdiction devant les tribunaux. Il est finalement autorisé à rejouer à XV en 1995 et signe de nouveau au FC Grenoble lors de la saison 1995-1996,. Il est victime d'une rupture du tendon d'Achille lors de son tout premier match, en Challenge Yves du Manoir face au CS Bourgoin-Jallieu au stade Vuillermet à Lyon.
La saison suivante, il fait son retour au Swansea RFC.

## Palmarès

### En club

#### En rugby à XV
- Vainqueur du Championnat du pays de Galles en 1987 avec le Neath RFC.
- Vainqueur de la Coupe du pays de Galles en 1997 avec le Swansea RFC.

#### En rugby à XIII
- Vainqueur du Regal Trophy en 1988 avec le St Helens RLFC.
- Finaliste de la Coupe d'Angleterre à XIII en  1989 et 1991 avec le St Helens RLFC.

### En équipe nationale
- 9 sélections avec l'équipe du pays de Galles entre 1985 et 1987
- 1 essai (4 points)
- Troisième de la Coupe du monde en 1987 avec l'équipe du pays de Galles.